# والتر بوث
والتر بوث (بالإنجليزية: Walter Booth)‏ هو قاضي وسياسي أمريكي، ولد في 8 ديسمبر 1791 في الولايات المتحدة، وتوفي في 30 أبريل 1870 في ميريديان في الولايات المتحدة. حزبياً، نشط في حزب الأرض الحرة. وقد انتخب عضو مجلس نواب كونيتيكت وانتخب عضو مجلس النواب الأمريكي.